# 缺失矩阵
在线性代数中，缺失矩阵或稱缺陷矩阵、不完备矩阵是没有完备的特征向量基的方阵，因此无法被对角化。特别地，一个n × n矩阵是缺失的，当且仅当此矩阵不具备有n 个线性独立的特征向量。 利用广义特征向量对特征向量进行扩充，形成完整的基，这是解决常微分方程组等缺失系统所必需的方式。
一个n × n 的缺失矩阵总有少于n 个不同(相异)的特征值 (不同的特征值是有线性独立的特征向量)。特别的是，缺失矩阵具有一个或多个特征值λ ，其代数重数m > 1（即它们是特征多项式的多重根），但与λ相关的线性独立特征向量少于m个。如果λ的代数重数超过其几何重数（即与λ相关的线性独立特征向量的数量），则称λ为缺失特征值。 然而，每一个具有代数重数m的特征值总是具有m个线性独立的广义特征向量。
一个厄米矩阵（或厄米矩阵的特例实对称矩阵）或酉矩阵永远不会是缺失的 ；更广义地说，一个正规矩阵（包括厄米矩阵和酉矩阵作）永远不会是缺失的。

## 若爾當块
任何 2× 2 或矩阵维度更大的非平庸若爾當矩陣 （即不完全对角）会是缺失的。 （一个对角矩阵是具有所有平庸 若爾當块 的若尔当标准型的特例，并且不是缺失的)。  例如，对于一个 n × n 若爾當块 :
{\displaystyle J={\begin{bmatrix}\lambda &1&\;&\;\\\;&\lambda &\ddots &\;\\\;&\;&\ddots &1\\\;&\;&\;&\lambda \end{bmatrix}},}
其對角線上都是同一個元素，而对角线上一排都是1，其余位置上都是0。此 n × n 若爾當块可以有一个特征值λ ，而且其代数重数为 n （如果还存有相同特征值的其他若爾當块 ，其代数重数更大），但只有一个不同的特征向量{\displaystyle Jv_{1}=\lambda v_{1}} ， 此处的 {\displaystyle v_{1}={\begin{bmatrix}1\\0\\\vdots \\0\end{bmatrix}}.}与此同时，其他正則基向量{\displaystyle v_{2}={\begin{bmatrix}0\\1\\\vdots \\0\end{bmatrix}},~\ldots ,~v_{n}={\begin{bmatrix}0\\0\\\vdots \\1\end{bmatrix}}}会形成广义特征向量，并使得 {\displaystyle Jv_{k}=\lambda v_{k}+v_{k-1}}， 此处的 {\displaystyle k=2,\ldots ,n} 。
任何缺失矩阵都有一个非平庸的若尔当标准型，它最接近于这种矩阵的对角化。
缺失矩阵的一个简单例子是
{\displaystyle {\begin{bmatrix}3&1\\0&3\end{bmatrix}},}
具有两个特征值 为3，但只有一个不同的特征向量为
{\displaystyle {\begin{bmatrix}1\\0\end{bmatrix}}}
（及其常数倍数）。